# Hilly Kristal
Hilly Kristal, nascut amb el nom Hillel Kristal, (Nova York, 23 de setembre de 1931 - 28 d'agost de 2007) va ser un músic i empresari estatunidenc, conegut principalment per haver estat el propietari de l'icònic club de Nova York CBGB, que va obrir el 1973 i va tancar el 2006.

## Biografia

### Primers anys
Kristal va néixer a Nova York el 1931, tot i que la seva família va traslladar-se a Hightstown quan era molt petit. Kristal va estudiar música des de molt petit, arribant a assistir a la Settlement Music School de Filadèlfia. Kristal també va passar un període als Marines.

### Probant sort amb la música
Quan va tornar a Nova York, Kristal va treballar com a cantant, participant en una coral masculina que cantava al Radio City Music Hall. Més tard es convertiria en el director del Village Vanguard, un club de jazz de Greenwich Village, on va contractar Miles Davis i altres músics. El 1951 es va caasr, arribant a tenir dos fills: Lisa Kristal Burgman i Mark Dana Kristal.
El 1966, juntament amb Ron Delsener, va fundar el Rheingold Central Park Music Festival, esponsoritzat per Rheingold Beer. Cap el 1968 Delsener havia canviat l'esponsor per Schaefer, i Kristal ja no hi estava involucrat. Aquest festival va realitzar-se anualment fins al 1976 a Central Park, comptant amb la participació d'estrelles de tots els gèneres, com ara Miles Davis, the Who, Chuck Berry, Bob Marley, B.B. King, Led Zeppelin, The Beach Boys, Frank Zappa, Ray Charles, Patti LaBelle, Ike & Tina Turner, Fleetwood Mac, The Allman Brothers, Slade, Kris Kristofferson, Curtis Mayfield, Bruce Springsteen, Aerosmith o the Doors.

### CBGB
El 1970 Kristal va obrir un bar al sector del Bowery de Nova York anomenat "Hilly's on the Bowery", que va tancar al cap de poc temps. Posteriorment, el desembre de 1973, va crear el "CBGB and OMFUG", abreviació dels tipus de música que volia que s'hi interpretessin (les lletres són les inicials de "Country, BlueGrass, Blues i Other Music For Uplifting Gormandizers"). Aquest club, posteriorment, seria conegut simplement com a CBGB, i passaria a la història com el punt de partida de les carreres d'estrelles del punk rock i el new wave com the Ramones, Talking Heads, Patti Smith, Television o Blondie.
Al CBGB hi van actuar mols músics reconeguts, al llarg dels anys, perpetuant-se com un indret molt popular, fins que va tancar l'any 2006 a causa d'un desacord entre el propietari de l'immoble i Kristal, decidint el primer no renovar el lloguer. Durant un breu període, l'empresari esstatunidenc va plantejar-se traslladar el CBGB a Las Vegas, tot i que al final no va tornar a obrir.

### Mort
Kristal va morir el 28 d'agost de 2007 com a conseqüència d'un càncer de pulmó, quan tenia 75 anys.

## En la cultura popular
- Hilly Kristal va ser interpretat per l'actor anglès Alan Rickman a la pel·lícula CBGB, on s'explicava la història de la concepció del mític local novaiorquès.